# Viktoras Valentukevičius
Viktoras Valentukevičius (* 17. Oktober 1954 in Alytus) ist ein litauischer Manager und ehemaliger Politiker, Vizeminister, Bürgermeister der Stadtgemeinde Alytus.

## Leben
Nach dem Abitur  an der 2. Mittelschule (jetzt Adolfas-Ramanauskas-Vanagas-Schule) Alytus absolvierte er das Diplomstudium der Wirtschaft an der Wirtschaftsfakultät der Vilniaus universitetas. Vom 2. November 1989 bis Juni 1990 war er Bürgermeister von Alytus. Von 1995 bis 1996 war er Sekretär am Energieministerium Litauens. Danach war er von 1994 bis 1996 Vizeminister der Energie und von 1996 bis 2000 stellvertretender Wirtschaftsminister Litauens, Stellvertreter von Vincas Babilius. Ab 28. Juni 2002 leitete er den  litauischen Gasversorger AB Lietuvos dujos (sein Vorgänger war Vidmantas Čepukonis).
Ab 2008 leitete er als Präsident den Verband der litauischen Gaswirtschaft (Lietuvos dujų asociacija).
Er war Mitglied von KPdSU.
Viktoras Valentukevičius ist verheiratet. Seine Frau ist  Birutė Valentukevičienė.